# Michael S. Hopkins
Michael Scott Hopkins Michael Scott Hopkins (sinh ngày 28 tháng 12 năm 1968) là đại tá Lực lượng Không gian Hoa Kỳ và là phi hành gia NASA. Trước khi được điều sang Lực lượng Không gian vào mùa hè năm 2020, Hopkins đã có hơn 28 năm làm việc trong Lực lượng Không quân Hoa Kỳ. Hopkins được chọn vào tháng 6 năm 2009 với tư cách là thành viên của Nhóm Phi hành gia NASA 20. Anh đã thực hiện chuyến bay vũ trụ đầu tiên với tư cách Kỹ sư bay trên Soyuz TMA-10M/Expedition 37/Expedition 38, từ tháng 9 năm 2013 đến tháng 3 năm 2014. Anh là thành viên đầu tiên của lớp phi hành gia của mình bay vào không gian.

## Tiểu sử

### Thời trẻ
Michael Scott Hopkins sinh ngày 28 tháng 12 năm 1968 tại Lebanon, Missouri nhưng lớn lên trong một trang trại ở Richland, Missouri trong một gia đình Giám lý Liên hiệp. Sau khi tốt nghiệp Trường trung học Osage ở Lake of the Ozarks, Missouri, vào năm 1987, anh vào Đại học Illinois tại Urbana-Champaign. Trong khi ở đó, anh chơi vị trí hậu vệ cho đội bóng bầu dục Illinois Fighting Illini. 
Anh tốt nghiệp năm 1991 với bằng cử nhân khoa học về kỹ thuật hàng không vũ trụ. Anh theo học đại học với bằng thạc sĩ khoa học về kỹ thuật hàng không vũ trụ của Đại học Stanford, và có bằng vào năm 1992.